# C/1936 O1 (Кахо-Козіка-Ліса)
C/1936 O1 (Кахо-Козіка-Ліса) — довгоперіодична комета в Сонячній системі.

## Відкриття
Комета була відкрита 17 липня 1936 року польським ентузіастом астрономії Владиславом Лісом, який працював на спостережній станції в Любомирі, і в той же час японцем Сігеру Кахо і радянським астрономом у Ташкенті Стефаном Козіком (також польського походження). Тому назва включає імена трьох дослідників.

## Орбіта і фізичні властивості комети
Орбіта комети C/1936 O1 (Кахо-Козіка-Ліса) має форму дуже витягнутого еліпса з ексцентриситетом 0,994. Його перигелій знаходиться на відстані 0,52 астрономічних одиниць від Сонця, а кут нахилу до екліптики становить 121,9˚.
Ядро цієї комети має розмір від кількох до понад десяти кілометрів.